# Олександр Конецпольський (подільський воєвода)
Олександр Конецпольський гербу Побуг (пол. Aleksander Koniecpolski; близько 1550 — 1609) — польський шляхтич, військовик, урядник і сенатор Корони Польської в Речі Посполитій.

## Життєпис
Народився близько 1550 року як п'ятий син сєрадзького каштеляна Станіслава Пшедбура Конєцпольського та його дружини Ельжбети Ліґензянки.
У молодому віці був відданий до двору київського воєводи князя Василя-Костянтина Острозького, де здобував перший досвід у сутичках з татарами. 1579 року з 100-кінною гусарською ротою на службі королю брав участь у виправі на Полоцьк. Служив у складі полку старости пшасниського Кшиштофа Ніщицького, обороняючи литовсько-московський кордон у районі Шклова. Під час великолуцької виправи 1580 року (за спеціальним завданням короля) був у складі окремого підрозділу Яна Саріуша Замойського (похід на Веліж, Великі Луки). Після їх здобуття був відданий, разом з найкращими верховими ротами, тимчасово під командування брацлавського воєводи Івана-Януша Збаразького. Був їхнім очільником (близько 2400 вершників), під Торопцем було розбито 10000-е московське військо воєводи Хілкова. Брав участь під час походу на Псков у 1581—1582 роках, відзначився під час боїв під мурами фортеці 7 грудня 1581 р.). За заслуги отримав 1580 року від короля річну пенсію з доходів Вєлюньського староства розміром 200 золотих, збільшену 1582 року до 300 золотих. 1582—1586 років служив у кварцяному війську, керував ротою вершників.
Близько 1584 року став старостою велюньським. Під час безкоролів'я підтримував політику Я. С. Замойського. 1587 року перебував з двором у Кракові, взяв участь в обороні Кракова від нападу архикнязя Максиміліана Габсбурга, в січні 1588 року став керівником передової сторожі, на її чолі першим перейшов польсько-цісарський кордон. У битві під Бичиною 24 січня 1588 року воював на лівому крилі. За сприяння Я. С. Замойського отримав від короля Сигізмунда III Жарновецьке староство у 1595 році, каштелянію сєрадзьку 1597 року.
Брав участь 1601—1602 років у виправі на Ліфляндію (керував 100-кінною ротою в королівському полку Стефана Потоцького). У 1607—1609 роках був одним з активних учасників війни з московитами. На початку 1606 року став сєрадзьким воєводою. Під час рокошу Зебжидовського став на сторону короля, хотів єдності (компромісу) шляхти. 16 липня 1606 року ледве залишився живим під час сутички. Був ревним католиком, мав тісні зв'язки з єзуїтами. Під час відновлення рокошу активно протидіяв у Великопольщі рокошанам. Брав участь у Гузувській кампанії, привів з собою 200 гусарів, 100 козаків, 100 піхотинців. Під час битви під Гузувим мав відповідати за особисту безпеку короля. На початку 1608 року брав участь у переговорах між сторонами конфлікту. За це король віддав йому староство Бжезьніцьке, надав річну пенсію 6000 золотих. З 1603 року був подільським воєводою.
Помер 1609 року в Русьці (Сєрадзьке воєводство).

### Сім'я
Був одружений з Анною зі Срочицьких гербу Новина (багатою одиначкою войського кам'янецького Станіслава Срочицького), від неї набув значні маєтки в околицях Кам'янця-Подільського (зокрема, Жванець). Мав 5 синів, 4 доньки:
- Анна Александра — дружина Каспера Денгоффа
- Евфрозина — дружина сєрадзького старости Яна Биковського, потім старости сєрадзького, вартського Яна Венжика
- Станіслав — магнат (зокрема, Броди, Підгірці), Великий гетьман коронний, Польний гетьман коронний
- Пшедбур — староста жарнувський (помер в червні 1611 року від ран, отриманих під Смоленськом, був похований братом Станіславом у Конецполі[11])
- Реміґіян — королівський секретар, холмський єпископ РКЦ
- Кшиштоф — белзький воєвода, балинський і стрийський староста
- Ян — сєрадзький воєвода і каштелян
- Леонарда — черниця
- Барбара — черниця.[9]

## Зауваги
1. ↑  іноді зустрічається дата 1610 → Koniecpolscy (01)